# Marco Rota
Marco Rota (n. 18 de septiembre de 1942) es un artista italiano de cómics de Disney quién se desempeñó como redactor jefe de Disney Italia desde 1974 hasta 1988.

## Biografía
Rota nació en Milán.
Su primera obra de cómic fue publicada en 1958. Durante la década de 1960, dibujó a Superman, Batman, e historietas eróticas. Hizo su primer cómic de Disney utilizando el personaje de Mickey Mouse en 1971. Seguiría trabajando primariamente en el Pato Donald y Scrooge McDuck. 